# Balkır, Korkut
Balkır là một xã thuộc huyện Korkut, tỉnh Muş, Thổ Nhĩ Kỳ. Dân số thời điểm năm 2011 là 1.259 người.